# João de Santarém
João de Santarém (Lebensdaten unbekannt) war ein portugiesischer Seefahrer und Entdecker.

## Leben
1469 hatte der portugiesische König Alfons V. dem Kaufmann Fernão Gomes das Recht verpachtet, in Namen und Auftrag der portugiesischen Krone, jedoch auf eigene Kosten, Reisen entlang der Küste Westafrikas durchzuführen. In diesem auf fünf Jahre terminierten Vertrag verpflichtete sich der wohlhabende portugiesische Kaufmann Fernão Gomes u. a. jährlich 100 Leguas afrikanische Küste zu erkunden. Fernão Gomes verpflichtete hervorragende Seeleute für diese Aufgabe.
Einer seiner Kapitäne war João de Santarém, der gemeinsam mit dem Piloten Pêro Escovar von 1471 bis 1472 die zweite von Fernão Gomes organisierte und finanzierte Reise durchführte. Sie erkundeten den im heutigen Ghana und Benin gelegenen Verlauf der afrikanischen Küste bis hin zum südlichsten Punkt des Niger-Deltas, dem Kap Formoso.
Am 21. Dezember 1471 wurden die Insel São Tomé, am Neujahrstag 1472 die Insel Annobón (Ano Bom) und am 17. Januar 1472 die von ihnen São Antão getaufte heutige Insel Príncipe erreicht. Nach dieser Reise verschwand João de Santarém aus den portugiesischen Chroniken.
Ob der 1484 als Capitão mit der Herrschaft von Alcatrazes auf der zur Gruppe der Kapverden gehörenden Insel São Tiago bzw. Santiago betraute João de Santarém mit dem Seefahrer und Entdecker identisch ist, ist wahrscheinlich, aber nicht gesichert.